# Saga del clone
La saga del clone (Clone Saga) è una storia a fumetti pubblicata dalla Marvel Comics tra il 1994 e il 1997. È uno degli archi narrativi più importanti e conosciuti della storia a fumetti dell'Uomo Ragno.

## Antefatto

La prima saga del clone degli anni settanta, disegnati da Kane/Giacoia

La prima apparizione del clone è stata nel 1975, in Amazing Spider-Man numeri 147-149, scritti da Gerry Conway e disegnati da Ross Andru.
Il professor Miles Warren, insegnante di Peter Parker e Gwen Stacy, segretamente innamorato di quest'ultima, quando venne a conoscenza della scomparsa della ragazza, morta durante lo scontro tra l'Uomo Ragno e Goblin, impazzisce e, a causa dello stress causato dal dolore dovuto alla morte della ragazza, si crea un alter ego supercriminale, lo Sciacallo; dopo aver recuperato dei campioni di sangue della sua amata studentessa, ne crea una copia genetica identica all'originale.
Nei panni dello Sciacallo, Warren ha tormentato a lungo l'Uomo Ragno (incolpandolo per la morte di Gwen), alleandosi a personaggi come Punisher, lo Scorpione e Tarantula, fino a quando, per la resa dei conti con il Tessiragnatele, non fece riapparire nella vita di Parker (di cui conosceva il segreto) il clone di Gwen, causando uno shock a Peter e a tutti i suoi cari, soprattutto in Mary Jane Watson, con la quale Peter stava iniziando una storia d'amore.
Peter scopre che Gwen è in realtà un clone grazie all'aiuto di Ned Leeds, ma quest'ultimo viene rapito dallo Sciacallo, che lo porta in una fabbrica abbandonata, collegandolo ad una bomba. L'Uomo Ragno corre in suo soccorso e qui lo Sciacallo, dopo essersi smascherato e aver rivelato di essere Miles Warren, lo tramortisce grazie al veleno contenuto nei suoi artigli.
Al suo risveglio, l'Uomo Ragno si trova davanti una copia identica di sé stesso, con gli stessi poteri e gli stessi ricordi; i due si battono, convinti entrambi di essere l'originale, con l'intento di sconfiggere l'altro in modo da poter salvare Ned.
Mentre assistono al duello, Gwen si ribella a Warren, accusandolo di essere solo un pazzo geloso; alle parole della giovane, quest'ultimo ha un ultimo momento di lucidità, che lo spinge a slegare Leeds prima dello scoppio della bomba, rimanendo, all'apparenza, ucciso sul colpo.
Dopo essersi ripreso dall'esplosione, l'Uomo Ragno corre da Gwen e Leeds, mentre l'altro pare essere rimasto ucciso dal crollo di una ciminiera senza che sia esplicitamente affermato chi si è salvato fra il clone e l'originale.
Il clone di Gwen Stacy, dopo aver visitato la tomba dell'originale, abbandona New York per iniziare la sua nuova vita. L'Uomo Ragno, nel frattempo, capisce di essere lui l'originale, perché se fosse un clone amerebbe ancora Gwen Stacy, mentre ora è innamorato di Mary Jane: questa nuova convinzione cancella ogni dubbio dalla mente di Peter, che torna sul luogo della battaglia per gettare il corpo del suo clone in un altoforno.
In un secondo momento, l'Uomo Ragno incontrerà nuovamente il clone di Gwen Stacy, nel corso di un'avventura che lo porterà nei laboratori dell'Alto Evoluzionario (facente parte del ciclo Evolutionary Wars), intento a mettere in atto uno dei suoi piani per il balzo evolutivo del pianeta Terra. Proprio l'Alto Evoluzionario rivelerà all'Uomo Ragno che quella che lui crede essere Gwen Stacy in realtà non è altro che una donna dai lineamenti somiglianti alla sua amata, opportunamente modificata per sembrare un suo clone, in quanto il prof. Warren non avrebbe avuto a disposizione una tecnologia sufficiente per clonare un essere umano. Quest'affermazione, tuttavia, si rivelerà in contrasto con la successiva Saga del Clone (che verrà parzialmente giustificata dicendo che l'Alto Evoluzionario avrebbe deliberatamente mentito all'Uomo Ragno per dei non meglio precisati interessi personali).
Anni dopo, l'Uomo Ragno incontra Carrion, che sostiene di essere un clone deforme dello Sciacallo.

## La saga del clone
Dopo diversi anni, nel 1994, si decise di recuperare questa trama e svilupparla riportando in scena il clone, al fine di rivitalizzare le collane dedicate all'Uomo Ragno.
Tutto inizia quando il clone dell'Uomo Ragno, che in realtà non morì nell'altoforno ma sopravvisse, raggiunge New York, per andare al capezzale della zia May, ricoverata in ospedale.
In tutti questi anni (venti nella realtà, circa cinque nell'Universo Marvel) il clone ha girovagato per gli States, assumendo il nome di Ben Reilly (il nome di zio Ben e il cognome da nubile di zia May).
Inizialmente Ben e l'Uomo Ragno hanno un violento scontro, ma i due successivamente formeranno un'alleanza per combattere alcuni criminali evasi dal Raft come Venom o Carnage.
Intanto sulle scene arrivano anche Judas Traveller (uno psicologo criminale), Kaine (un clone deforme dell'Uomo Ragno), Spidercide (un altro clone mutaforma dell'arrampicamuri) e il redivivo Sciacallo, anche lui sopravvissuto all'esplosione avvenuta anni prima e più pazzo che mai.
Kaine inizia ad uccidere i nemici dell'Uomo Ragno (tra i quali, apparentemente, il Dottor Octopus), viene raggiunto e fermato da Ben Reilly e da numerosi cloni dell'Uomo Ragno, tutti creati dallo Sciacallo.
Alla fine della lunga battaglia, lo Sciacallo e tutti i cloni deformi morirono, mentre l'Uomo Ragno e Ben (che nel frattempo ha assunto l'identità del Ragno Rosso) si sottopongono ad un test per scoprire chi è l'originale e chi è il clone. Gli esami, sorprendentemente, danno come risultato che l'originale è Reilly, sconvolgendo Parker.
Dopo aver appreso la scioccante notizia, in aggiunta al fatto che Mary Jane fosse incinta, Peter decise di trasferirsi con la moglie a Portland e di abbandonare il costume, che passò a Reilly; Ben divenne così il nuovo Uomo Ragno, mentre Peter e MJ cominciavano una nuova vita.
Sembrava andare tutto per il meglio, finché Alison Mongrain uccise la figlia di Peter, May, che nacque già morta.
Mentre correva al cappezzale della moglie, Peter venne improvvisamente aggredito da Norman Osborn, che in realtà non era morto, dicendo di aver manipolato tutti i personaggi del complesso scenario, ed anche che aveva falsificato le analisi del DNA di Ben e Peter, tutto allo scopo di far impazzire Parker, reo, a suo parere, di aver ucciso suo figlio Harry.
Durante la battaglia seguente, Ben fu ucciso da Osborn, nuovamente nei panni di Goblin, a sua volta sconfitto da Parker; alla vista del cadavere di Ben Reilly che diveniva cenere, Peter capisce che Norman diceva il vero, che lui era sempre stato l'originale, spazzando via ogni dubbio sulla questione.
Peter riprese così il suo ruolo di Uomo Ragno, mentre Kaine (che sembrava essere morto) decise di mettersi sulle tracce di Alison Mongrain.

## La saga del clone Ultimate
La versione Ultimate di questa saga è stata pubblicata in USA nei numeri dal 97 al 105 (2006-2007) di Ultimate Spider-Man, tradotti in italiano in Ultimate Spider-Man (Panini Comics) dal numero 52 al 55, con un epilogo nel n. 56 (2007-2008).
Peter Parker litiga con la fidanzata Kitty Pryde perché si è visto con Mary Jane Watson. Dopo scuola, Peter va al centro commerciale con Mary Jane, ma improvvisamente lo Scorpione arriva nel centro commerciale provocando danni e Peter è costretto ad intervenire in costume, ma prima dice a MJ di tornare a casa. Spidey lo sconfigge e togliendogli la maschera scopre che lo Scorpione ha le sue sembianze. Mary Jane, arrivata nella sua stanza, viene rapita da un uomo misterioso.
Non sapendo cosa fare, Spidey porta lo Scorpione dai Fantastici Quattro. Una volta lì Peter si smaschera per far capire il problema e Mister Fantastic, analizzando il suo sangue, gli rivela che il loro DNA corrisponde per il 94% e suppone che lo Scorpione sia un suo clone. Peter torna a casa e scopre che MJ è scomparsa così raggiunge un magazzino dove lui e MJ s'incontrano; lì trova la Donna Ragno. Lui l'attacca credendo che lei abbia rapita la ragazza ma viene sconfitto e sviene. Quando si risveglia, torna alla sua vecchia casa ed incontra con sua grande sorpresa Gwen Stacy, che era stata uccisa tempo prima da Carnage. Intanto, Mary Jane riprende conoscenza in una cupola di vetro alla Oscorp e scopre che a rapirla è stato un Peter sfigurato. Il Peter sfigurato (ispirato a Kaine) è un secondo clone, come lo Scorpione, e dice a Mary Jane che l'ha catturata perché vuole renderla uguale a lui, cosicché possa proteggersi da sola.
Peter parla con Gwen che gli racconta che ricorda soltanto di essersi risvegliata in uno strano ospedale. Inaspettatamente arriva zia May che, scioccata vedendo Gwen, scappa. Non avendo spiegazioni da darle, Peter è costretto a rivelarle che lui è Spider-Man. Zia May decide di cacciarlo di casa dicendo che in tutti questi anni le ha sempre mentito e fatta soffrire, ma improvvisamente arriva Richard Parker, il padre di Peter. Richard rivela di non essere mai salito sull'aereo che poi cadde e causò la morte di sua madre e dei genitori di Eddie Brock Jr. (alias Ultimate Venom) e che in seguito è stato contattato da uomini della CIA che gli hanno chiesto di continuare gli studi sul simbionte. Intanto, il clone sfigurato (il secondo) viene attaccato da un terzo clone di Peter con sei braccia che vuole liberare MJ, ma il clone sfigurato riesce a sconfiggerlo. Nel frattempo Nick Fury, messo a conoscenza del primo clone (lo Scorpione) da Mr Fantastic, arriva nel Queens con uomini dello S.H.I.E.L.D. ed una squadra di robot Ammazzaragni per circondare la casa. Improvvisamente Gwen si trasforma in Carnage e li attacca: per lo spavento zia May ha un infarto. Mentre avviene tutto questo, Mary Jane si risveglia con Kaine (il secondo clone) che le dice che è «come lui».
Peter, arrabbiato per quello che sta succedendo, attacca Nick Fury ma viene ammanettato; fortunatamente intervengono i Fantastici Quattro. La Cosa e Mr Fantastic combattono Carnage/Gwen Stacy e la Donna invisibile si occupa di zia May. Gli Ammazzaragni colpiscono il mostro con speciali raggi e ricompare Gwen che sviene. Peter sta per essere portato via ma la Donna Ragno interviene e riesce a liberarlo. Saltano su un camion e la ragazza gli racconta cosa sta succedendo. Dice di chiamarsi Jessica Drew e che lei ed altri sono stati creati da Ben Reilly e dalla sua équipe. Jessica è un clone donna di Peter, la sua versione femminile. Un giorno, nel laboratorio in cui si trovavano, Carnage/Gwen Stacy è scappato e accidentalmente ha aperto le camere dove c'erano i cloni che, avendo ricordi di Peter, sono fuggiti. Intanto, Mary Jane per la tensione si trasforma in un mostro simile a Goblin, ma rosso anziché verde.
Peter e Jessica raggiungono la OSCORP. Lei dice che MJ potrebbe trovarsi lì ed infatti, appena arrivati, soccorrono il terzo clone (Peter a sei braccia) che spiega che il secondo clone (Kaine, il Peter sfigurato) ha iniettato in Mary Jane l'OZ. Calmata da Peter, Mary Jane torna umana e sviene, ma Peter chiede a Kaine dove ha preso l'OZ. Compare quindi il Dottor Octopus con accanto Fury e Mr Fantastic. L'uomo rivela che l'OZ proviene da lui. I soldati dello SHIELD uccidono il secondo clone, Kaine. Peter chiede a Nick Fury che lui e Mr. Fantastic escano dall'edificio per rimanere da solo con Octavius. Lui accetta e parte una feroce battaglia tra Peter con Jessica Drew e il Dottor Octopus che uccide il terzo clone, il Peter con sei braccia. Octopus rivela che il suo vero potere è quello di controllare i metalli, non solo le sue braccia, ma alla fine viene sconfitto da Peter e dalla Donna Ragno. Gli X-Men vedono in TV quello che sta succedendo nel Queens e Kitty convince il gruppo ad intervenire.
La Donna invisibile, dopo aver portato zia May in ospedale, ha dei dubbi sulla vera identità di Richard Parker, così analizza il sangue dell'uomo e scopre che non è l'originale ma un clone ad invecchiamento rapido che poco dopo muore di vecchiaia. MJ viene portata al Baxter Building dove viene guarita dal dottor Richards. La Torcia Umana torna alla Oscorp e porta Peter da MJ. Lì Peter fa pace con la ragazza e i due tornano insieme. Mr Fantastic gli rivela che con l'OZ estratto da MJ hanno creato una medicina che gli permetterà di far regredire gli effetti dell'OZ nel suo sangue: se Peter vorrà potrà scegliere di non essere mai più Spider-Man. Il ragazzo non sa cosa rispondere e va in ospedale da sua zia. Fuori dalla stanza arrivano anche Kitty Pride e Jean Gray. Kitty con il pensiero chiede a Xavier di cancellare la memoria alla zia di Peter ma lui rifiuta e la ragazza gli urla contro. Nella stanza entra Fury che spiega al ragazzo che dopo tutto quello che ha passato credeva che Peter diventasse un nuovo supercriminale e così ha deciso di far costruire gli Ammazzaragni e di arrestarlo, ma adesso ha capito che non succederà mai. Peter dice all'uomo di informare Mr Fantastic che rifiuta la sua offerta e Zia May poco dopo si sveglia dal coma.
Alla fine Carnage/Gwen Stacy (il clone di Gwen) e lo Scorpione (il primo clone di Peter) finiscono nelle mani dello S.H.I.E.L.D., Octavius viene nuovamente arrestato e la Donna Ragno, dopo aver parlato con Peter, decide di accettare l'identità di Jessica Drew e parte da New York; per insabbiare la faccenda, viene sparsa la voce che Goblin si trovava nel Queens e ha provocato danni. Il giorno dopo, davanti alla casa semidistrutta di Peter, lui e MJ vengono visti da Kitty mentre si baciano e la ragazza capisce che ormai è finita.